# Cybianthus densicomus
Cybianthus densicomus Mart. – gatunek roślin z rodziny pierwiosnkowatych (Primulaceae). Występuje naturalnie w Paragwaju oraz Brazylii (w stanach Mato Grosso, Minas Gerais i São Paulo). 

## Morfologia
PokrójZimozielony krzew dorastający do 1,5–3 m wysokości.
LiścieBlaszka liściowa jest skórzasta i ma odwrotnie jajowaty, eliptyczny lub podługowaty kształt. Mierzy 9,8–17,1 cm długości oraz 3,9–7,5 cm szerokości, jest całobrzega, ma klinową nasadę i spiczasty lub tępy wierzchołek. Ogonek liściowy jest owłosiony i ma 4–20 mm długości.
KwiatyRozdzielnopłciowe, zebrane w gronach o długości 4,9–15 cm, wyrastających z kątów pędów. Mają 4 lub 5 działek kielicha o owalnie lancetowatym kształcie i dorastające do 1 mm długości. Płatki są 4, są podługowate i mają białawą lub zielonkawą barwę oraz 7–8 mm długości.

## Biologia i ekologia
Rośnie w lasach. 